# Neslişah Sultan (figlia di Şehzade Ömer Faruk)
Fatma Neslişah Sultan (turco ottomano: فاطمه نسل شاہ سلطان, lett. "colei che si astiene" e "nata dallo Şah", anche nota come Büyük Neslişah e dopo il 1957 come Neslişah Osmanoğlu; Istanbul, 2 febbraio 1921 – Istanbul, 2 aprile 2012) è stata una principessa ottomana, figlia di Şehzade Ömer Faruk, figlio del califfo Abdülmecid II, e di Rukiye Sabiha Sultan, figlia del sultano Mehmed VI, moglie del principe ereditario d'Egitto e Sudan Muhammad Abdel Moneim, mai salito formalmente al trono a causa della rivoluzione egiziana del 1952.

## Biografia

### Infanzia

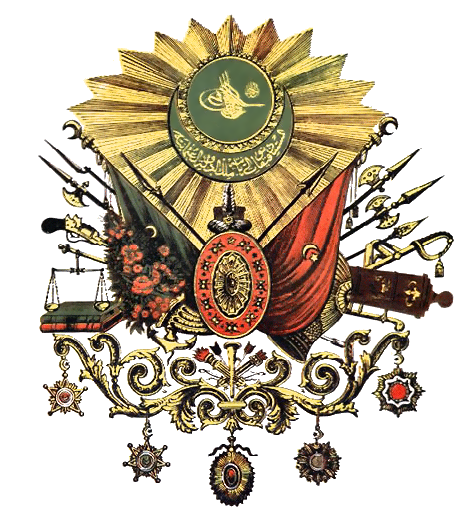
Stemma della dinastia ottomana.

Fatma Neslişah Sultan nacque il 2 febbraio 1921 nel palazzo di Nişantaşı, Suo padre era Şehzade Ömer Faruk, unico figlio del califfo Abdülmecid II e della sua prima consorte Şehsuvar Hanım. Sua madre era Rukiye Sabiha Sultan, figlia minore del sultano ottomano Mehmed VI e della sua prima moglie Nazikeda Kadın . Aveva due sorelle minori, Zehra Hanzade Sultan e Necla Hibetullah Sultan. La sua nascita fu l'ultima iscritta nel registro di palazzo dei membri della dinastia, rendendola l'ultimo membro imperiale ufficiale della dinastia ottomana. Poco dopo la nascita, fu soprannominata Büyük Neslişah, ovvero Neslişah "la maggiore", per distinguerla dalla cugina di poco più giovane Safvet Neslişah Sultan, detta Küçük Neslişah (Neslişah "la minore").
All'esilio della famiglia imperiale nel marzo del 1924, Neslişah e la sua famiglia si trasferirono a Nizza, in Francia. Con loro viveva anche il nonno paterno Abdülmecid II, che era solito portare lei e le sue sorelle al mare nelle belle giornate, e la nonna materna Nazikeda. In Francia passò la sua infanzia e la sua adolescenza, prima di trasferirsi in Egitto nel 1938, venne chiesta in sposa dal principe egiziano Hassan Toussoun, che lei accettò malgrado la disapprovazione dei genitori. Tuttavia, in seguito annullò il fidanzamento per motivi ignoti.

### Matrimonio
Nel 1940, Neslişah venne chiesta in moglie dal principe Muhammad Abdel Moneim, figlio del chedivè d'Egitto Abbas Hilmi II e della consorte Ikbal Hanim, il quale aveva appena perso l'occasione di sposare la principessa Myzejen Zogu, sorella di Zog I d'Albania. Ömer Faruk accettò la proposta, motivato soprattutto dall'eredità del principe, che ammontava a circa 50 milioni di dollari americani e che avrebbe aiutato non poco la famiglia di Neslişah, in rovina a causa dell'esilio, ma Neslişah ne fu estremamente contrariata e si sottomise al volere paterno solo quando questi minacciò di disconoscerla, malgrado la sorella minore Hanzade, che poi sposò un altro principe egiziano una settimana prima della sorella, si fosse offerta volontaria per sposare Moneim al posto suo, offerta che il padre rifiutò.
Il matrimonio ebbe luogo a Il Cairo, Palazzo di el-Orouba, il 26 settembre 1940, e Neslişah assunse il titolo di Sahibat-al Sumuw Al-Amira Neslishah (Sua Altezza Reale la Principessa Sultana Neslişah). Il 16 ottobre 1941, diede alla luce il Principe Sultanzade Abbas Hilmi. Fu seguito tre anni dopo dalla Principessa Ikbal Hanımsultan, nata il 22 dicembre 1944.
Nel 1944, il matrimonio dei suoi genitori entrò in crisi perché suo padre si era innamorato di Mihriban Mihrişah Sultan. Neslişah e le sue sorelle sostennero la madre, come in occasione della riunione di famiglia per eleggere il successore di Abdülmecid II come capo della famiglia: in quell'occasione, sia Sabiha che le tre figlie si schierarono a favore di Şehzade Ahmed Nihad contro Faruk, che lo interpretò come un segno che Sabiha manipolava le figlie contro di lui. I due divorziarono nel 1948 e Faruk sposò Mihrişah, con cui Neslişah non andò mai d'accordo. Dopo il divorzio, Neslişah ospitò periodicamente sua madre Sabiha, che si era trasferita in un piccolo appartamento vicino a casa sua. 
Quando gli Ufficiali Liberi egiziani deposero Re Faruq nella rivoluzione di luglio del 1952, scelsero il principe Abdel Moneim come ciambellano dei tre membri del corpo reggente stabilendo di assumere i poteri di Faruq al nuovo incoronato figlio Fuʾād II d'Egitto. Il corpo reggenti fu dissolto il 7 settembre 1952, e Abdel Moneim divenne il solo principe reggente. Come sua moglie, Neslişah assunse di fatto le funzioni di una regina consorte, anche se sue poche apparizioni ufficiali durante la reggenza di suo marito riguardavano soprattutto opere di carità. Come le consorti reali che la precedettero, partecipò ad eventi sportivi come le partite di polo più importanti e la finale del torneo internazionale di tennis.
La reggenza del Principe Abdel Moneim durò solo dieci mesi. Il Consiglio del Comando della Rivoluzione egiziano abolì la monarchia il 18 giugno 1953 e nel 1957, Abdel Moneim e Neslişah furono arrestati. Neslişah fu liberata poco dopo grazie all'intervento del Presidente della Turchia, Celâl Bayar, che ne domandò il rilascio, ma fu nuovamente obbligata all'esilio. In seguito visse per poco tempo in Europa, e poi ritornò nella sua nativa Turchia, dopo che fu informata della revoca dell'esilio per le principesse ottomane. Nel 1963, chiese la cittadinanza turca, e adottò il cognome Osmanoğlu. 
Il Principe Abdel Moneim morì nel 1979 a Istanbul, dove Neslişah continuò a vivere con la sua figlia nubile Ikbal.

### Morte
Neslişah morì d'infarto il 2 aprile 2012 nella sua casa ad Ortaköy, vegliata da sua figlia.. Al momento della sua morte, era la più anziana delle principesse ottomane in vita. Dopo le morti del di Şehzade Burhaneddin Cem, figlio di Şehzade Ibrahim Tevfik, nel 2008 e di Şehzade Ertuğrul Osman nel 2009, era anche l'ultima sopravvissuta della dinastia ottomana ad aver vissuto durante l'Impero ottomano.
Il funerale venne celebrato nella Moschea di Yıldız Hamidiye. Fu sepolta nel Cimitero Aşiyan Asri vicino a sua madre e alle sue sorelle.
L'allora presidente Abdullah Gül presentò un messaggio di condoglianze ai membri della famiglia. Il Primo Ministro Recep Tayyip Erdoğan pregò per la principessa. "Era un simbolo di nobiltà che aveva il sangue di Osman", disse in Parlamento. "Noi la ricordiamo con profondo rispetto e le nostre benedizioni".

## Personalità
Neslişah era nota come una donna di grande cultura. Parlava fluentemente francese, turco, inglese, tedesco e arabo, ed era un sciatrice, nuotatrice e cavallerizza provetta. Nutriva inoltre un grande interesse per la storia, geografia, botanica e cucina. Era anche un'appassionata di musica e aveva una relazione di amicizia, stima e rispetto con diversi direttori d'orchestra, compositori e musicisti.

## Discendenza
Dal suo matrimonio, Neslişah Sultan ha avuto un figlio e una figlia:
- Principe Sultanzade Abbas Hilmi Moneim (n. 16 ottobre 1941). Chiamato in onore del nonno paterno, Abbas Hilmi II. Ha sposato nel 1969 Mediha Momtaz, discendente da una sorella di Mehmet Ali, fondatore della dinastia a cui appartiene lo stesso Hilmi. Da lei ha avuto una figlia e un figlio:
  - Sabiha Fatma Moneim (n. 1974)
  - Davud Abdel Moneim (n. 1979)
- Principessa Ikbal Moneim Hanımsultan (n. 22 dicembre 1944). Chiamata in onore della nonna paterna, Ikbal Hanim. Nel gennaio del 2000 ha sposato Mursel Saviç.